# Кострулін Микола Григорович
Микола Григорович Кострулін (рос. Кострулин Николай Григорьевич; 23.11.1911-15.09.2004) — конструктор озброєнь, лауреат Сталінської премії (1946).

## Біографія
Народився 23 листопада 1911 року в селі Вотчина (нині — Санчурський район).
Після закінчення Санчурської школи-дев'ятирічки працював завідувачем хатою-читальнею в с. Корляки. У 1930—1932 роках голова Корляківської сільської ради. Із 1932 по 1937 рік — студент Уральського політехнічного інституту, диплом інженера-механіка з відзнакою.
У 1937—1940 роках — інженер-конструктор заводу № 172 ім. В. І. Леніна (місто Молотов), який займався модернізацією артилерійських установок і створенням нових зразків. Спільно з Ф. Ф. Петровим розробив конструкцію 152-мм гармати-гаубиці МЛ-20.
Із 1940 року — на Уралмашзаводі, куди був переведений разом із Ф. Ф. Петровим: старший інженер-конструктор СКБ, в 1942—1951 роках — заступник начальника КБ, заступник головного конструктора заводу № 9 ім. Й. В. Сталіна, в 1951—1960 роках — заступник начальника, ОКБ-9 заводу № 9 ім. Й. В. Сталіна, з 1960 року — начальник і головний конструктор ОКБ-9-2 Уралмашзаводу; в 1964—1991 роках — заступник головного конструктора СМКБ «Новатор» заводу ім. М. І. Калініна.
Брав участь у проєктуванні 16 нових зразків польових гармат і танкових гармат У-11, У-12, Д-1, Т-85, Д-11, Д-12, гармат Д-5, С-85, Д-25 для самохідних установок СУ-85, СУ-100, ІСУ-122, ІСУ-152. Очолював групу зі створення керованої протичовнової зброї для ВМФ (комплекси «Вьюга» (81Р), «Водопад» (84Р).
Лауреат Сталінської премії (1946). Нагороджений орденами Леніна (1982), Вітчизняної війни II ступеня (18.11.1944), Червоної Зірки (05.01.1944), іншими медалями. Воєнінженер 3 рангу.
Помер у Єкатеринбурзі 15 вересня 2004 року. Похований на Північному кладовищі Єкатеринбурга.